# 大旗英雄传 (2007年电视剧)
《大旗英雄传》是中国大陆一部以古龙同名小说改编而成的武侠电视连续剧。本剧由广东强视影业传媒有限公司于2005年投资拍摄，知名製片人游建鸣担纲，导演袁英明则为香港资深武侠导演。投资金额达2500万元人民币。
本剧于2005年3月8日在北京举行媒体见面会，确定了剧中主要演员。其中铁中棠和云铮两个男角色由两位内地新人(杜淳、崔林)分别担任，而女一号水灵光则由韩国演员秋瓷炫出演。另外剧中女二号温黛黛则由香港演员李彩华出演。
知名演员杜志国也在剧中出演，他亦是主演杜淳之父，可谓“上阵父子兵”。此外，温兆伦、寇振海、宋晓英、郑爽等老演员也参与演出。
2007年2月18日，正值大年初一晚的黄金强档，本剧在CCTV-8首播，这亦是中央电视台第一次播出古龙剧。

## 外景地
- 宁夏镇北堡西部影城
- 浙江横店影视城
- 浙江仙都国家级风景名胜区
- 浙江永康石鼓寮影视拍摄基地
- 浙江新昌大佛寺、穿岩十九峰风景区
- 浙江新昌重阳宫、七盘仙谷景区
- 浙江花溪风景区

## 主创
- 出品方：
  - 广东强视影业传媒有限公司
  - 中视影视制作有限公司
  - 南方广播影视传媒集团
  - 北方七星传媒实业公司
- 出品人：高建民 王克曼
- 监制：张惠建 张华
- 制片人：游建鸣
- 编剧：陈郁龙 杨基
- 导演：袁英明 邹集城 刘逢声
- 动作导演：林峰(中国导演) 沈火星
- 造型设计：陈嘉仪

## 演员
- 杜　淳 饰 铁中棠 (配音:张　彭)
- 崔　林 饰 云　铮 (配音:陈　浩)
- 秋瓷炫 饰 水灵光 (配音:季冠霖)
- 李彩华 饰 温黛黛 (配音:王晓燕)
- 温兆伦 饰 朱　藻 (配音:张　震)
- 修　庆 饰 司徒笑 (配音:曲敬国)
- 杜志国 饰 冷一枫 (配音:陆建艺)
- 宋晓英 饰 盛大娘 (配音:徐　燕)
- 臧金生 饰 霹雳火 (配音:盖文革)
- 寇振海 饰 夜　帝
- 李　杨 饰 冷青萍
- 莫小棋 饰 冷青霜
- 雅　琦 饰 花灵铃(柳荷衣)
- 郑　爽 饰 阴　仪(九子鬼母)
- 左雯璐 饰 阴　嫔

### 其他演员
- 田振崴 饰 雷小雕
- 王泊文 饰 铁中树
- 邵　桐 饰 云　铿
- 李奇龙 饰 艾天蝠
- 姚　岗 饰 黑星天
- 严洪智 饰 白星武
- 田　岷 饰 水柔颂
- 韩月乔 饰 夜帝夫人
- 博　弘 饰 日　后
- 杨　升 饰 海大少
- 彭　清 饰 潘乘风
- 翟羽佳 饰 沈杏白
- 贾石头 饰 雷　鞭
- 张凯丽 饰 花霜双
- 廖琪瑛 饰 卓三娘
- 王伟光 饰 风九幽
- 李振起 饰 云　翼
- 杨海泉 饰 云九霄、铁青笺
- 谢加起 饰 赤足汉(神斧力士)
- 马文波 饰 飧毒大师
- 陈　凯 饰 田　苏
- 国　庆 饰 盛存孝
- 张　杰 饰 易　挺
- 赵丹丹 饰 易　明
- 刘　冬 饰 钱大河
- 彭秀平 饰 孙小娇
- 朱豪伟 饰 跛足童子(小华)
- 李　达 饰 小包子
- 刘子菲 饰 敏　儿
- 唐　可 饰 珊　珊
- 段　静 饰 花大姑
- 褚　楚 饰 陈三姐
- 樊兴格 饰 姚四妹
- 沈　兰 饰 杨八妹
- 张馨予 饰 女王蜂
- 安　妮 饰 易冰梅
- 谢欣琳 饰 易冰菊
- 薄密莎 饰 易冰兰
- 任毅杰 饰 春　花
- 张晓玲 饰 秋　月
- 林　子 饰 鸽　子
- 张　益 饰 李洛阳
- 王哲平 饰 李剑白
- 张建祥 饰 赵奇刚
- 方　野 饰 武振雄
- 徐虹均 饰 乔装老人
- 李耀敬 饰 五福门主
- 岳跃利 饰 云　枫
- 刘　永 饰 铁　柳
- 孙中伟 饰 冷全福

## 音乐
- 本剧音乐由著名音乐制作人王备制作，大部分气氛音乐使用电脑制作，另使用管弦乐队和民乐演绎情感段的音乐。此外，中国交响乐团、樊竹青(女声)、刘云志(小提琴)、蒋力行(大提琴)、戴亚(箫、埙)、张晓红(古筝)亦参与本剧音乐制作。

- 主题曲：《在劫难逃》
  - 作词： 陈涛 作曲：王备 演唱：屠洪刚
- 插 曲：《童话》又名《水中天》
  - 作词：陈涛 作曲：王备 演唱：朱江 和声：樊竹青
- 片尾曲：《一滴泪》
  - 词曲：任东霖 编曲：王备 演唱：任东霖、朱江
- 片尾曲：《剑煮红颜》
  - 作词： 海雷 作曲：吴品醇 演唱：吴品醇

### 原声音乐
1. 眷眷柔情(古筝弹奏，给人缠绵悱恻、哀愁凄美之感)
2. 月下(优美动听)
3. 童话-女声版(轻柔温婉、如歌如泣，摄人魂魄)
4. 童话-器乐版(器乐合奏，感染力强)
5. 大旗门进行曲(激扬澎湃)
6. 伤逝(最感人插曲，有着无限的无奈与悲戚之感)
7. 悲戚(洞箫吹奏演绎出美丽而又伤感的感觉)
8. 缅怀(回忆往事)
9. 追杀(紧张、刺激)
10. 杀气(演绎紧迫、令人窒息的气氛)
11. 危急时刻
12. 险恶用心
13. 诡秘行动
14. 禅
15. 珠宝大会配乐(给人悠扬悦耳、欢快明朗之感)

## 荣誉
- 荣获新浪电视剧排行榜第三季度暨新浪网“最佳古装剧奖”(2007年)
- 荣CCTV电视剧群英汇“央视优秀电视剧奖”，CCTV群英汇网络最具人气电视剧(2007年)
- 荣获“央视最受欢迎武侠剧奖”“央视最受欢迎武侠剧”、“央视最佳武侠剧”称号
- 入围新浪2007网络盛典年度电视剧大型评选活动，获南都周刊“最受追捧武侠剧”金猪奖提名
- 参展2008年度法国戛纳电视节，为古龙武侠电视剧的首次海外展出。

## 事故
2005年5月，剧组在浙江丽水仙都风景区拍摄时，为拍摄的效果，将国宝级芙蓉峡摩崖石刻“铁城”喷上颜料，之后也未清洗干净。事故发生后，被多家媒体报道，观众纷纷表示不满。浙江省文物监察总队的调查则显示，剧组在文化保护单位拍摄没有报批，属于违法行为。总制片人游建鸣于2006年8月11日通过新浪网向浙江省文物局及全国观众公开道歉并愿意承担由此产生的一切责任。

## 播出信息
| 中国CCTV-11 上午剧场 | 中国CCTV-11 上午剧场                  | 中国CCTV-11 上午剧场 |
| -------------------- | ------------------------------------- | -------------------- |
|                      | 大旗英雄传 （2010年10月21--11月10日） |                      |
| —                    | —                                     |                      |